# Astrid Ridge
Astrid Ridge – grzbiet śródoceaniczny na Oceanie Południowym, położony niedaleko wybrzeża Ziemi Królowej Maud. Został nazwany na cześć belgijskiej królowej Astrydy Bernadotte.